# مایکل بال
مایکل جان بال (به انگلیسی: Michael John Ball) (زادهٔ ۲ اکتبر ۱۹۷۹ ) بازیکن فوتبال اهل کشور انگلستان بود که سابقهٔ بازی در تیم ملی فوتبال انگلستان را در کارنامهٔ خود دارد. وی در تاریخ ۲۸ فوریه ۲۰۰۱ تنها بازی ملی خود را در مقابل تیم ملی فوتبال اسپانیا انجام داد.